# Michael Parris
Michael Anthony Parris (* 4. Oktober 1957 in Georgetown, Britisch-Guayana) ist ein ehemaliger guyanischer Boxer.

## Sportliche Laufbahn
Sein bedeutendster Erfolg war der Gewinn der Bronzemedaille bei den Olympischen Spielen 1980 im Bantamgewicht. Nach Siegen über Nureni Gbadamosi (Nigeria), Fayez Zaghloul (Syrien) und Daniel Zaragoza (Mexiko) unterlag er im Halbfinale dem späteren Olympiasieger Juan Bautista Hernández aus Kuba durch Ringrichterentscheid. Dies ist bis heute die einzige Medaille, die Guyana bei Olympischen Spielen gewinnen konnte.